# Banguela
Banguela (лат.) — род птерозавров из семейства джунгариптерид, обитавших на территории современной Бразилии во времена  нижнемеловой эпохи (112,6—109,0 млн лет назад).

## История исследования
Фрагмент челюсти неизвестного птерозавра, обнаруженный в Чапада до Арарипе, приобрёл швейцарский коллекционер Урс Оберли. В 2005 году палеонтолог Андрэ Жак Вельдмейжер с коллегами описал найденного птерозавра и отнёс его к виду Thalassodromeus sethi. В 2006 году Вельдмейжер причислил его к новому виду — Thalassodromeus oberlii. Это было сделано в его диссертации и привело к созданию невалидного вида nomen ex dissertatione.
В 2014 году птерозавр был назван и описан Джейми Хедденом и Эбертом Кампосом в качестве отдельного рода Banguela и вида Banguela oberlii. Родовое название означает «беззубый» на бразильском варианте португальского языка и обычно используется в качестве ласкового обращения к пожилым женщинам. Видовое название дано в честь Оберли.
Голотип NMSG SAO 251093 возможно был найден в формировании Ромуалдо формации Сантана, в слоях, датируемых аптом — альбом. Он состоит из симфиза (переходного соединения между костями) нижней челюсти.

## Описание
Banguela имела предполагаемую длину черепа 60 сантиметров и размах крыльев 4 метра. Симфиз, при длине сохранившегося фрагмента в 273 миллиметра, загнут вверх и имеет относительно короткий скол на верхнем заднем конце. Передний край острый. Передняя нижняя кромка тоже острая, но настоящего гребня не имеет. В фрагменте нет зубов или зубных лунок. Вельдмейжер ещё в 2005 году заметил сходство найденного экземпляра с джунгариптером, но согласился с тем, что имеющихся данных недостаточно для того, чтобы делать какие-то выводы. В 2014 году Хедден и Кампос причислили Banguela к джунгариптеридам, к базальному виду. Banguela занимает уникальное положение в семействе джунгариптерид из-за предполагаемого полного отсутствия зубов. Другие группы птерозавров, такие, как птеранодонтиды, никтозавриды и аждархоиды также не имели зубов, что указывает на минимум четыре самостоятельных случая потери птерозаврами зубов. Однако, поскольку семейство джунгариптерид иногда выделяют в производную от группы аждархоидов, то вполне возможно, что беззубость встречалась чаще, так как, согласно закону необратимости эволюционных процессов, изначально беззубые аждархиды не могли породить зубастых джунгариптерид. В этом случае, бангуэла указывает на то, как происходила утрата зубов в большинстве случаев: развитие рогового чехла в передней части челюстей с постепенным разрежением зубов до их полной утраты за ненадобностью.
Стоит отметить, что джунгариптериды имели самые специализированные зубы среди всех завропсид, так что отсутствие зубов у бангуэлы может указывать на видовую дивергенцию.